# 传说 (电影)
《傳說》（英語：A Legend）是一部2024年中国大陆奇幻动作电影，2005年电影《神话》的续作，由唐季礼编剧并执导，成龙、张艺兴、古力娜扎和李治廷领衔主演，原定2024年7月12日在中国大陆上映，后提档至7月10日上映。

## 劇情簡介
這是一部穿越前世情緣，延續《神話》的姊妹篇。房教授（成龍飾）在考古時挖掘出神秘的薩滿古玉，它引領房教授和助手王靖（张艺兴飾）夢回西漢，化身驍勇善戰的漢軍將領，征戰于無垠的河西草原，率騎兵抗匈奴守護家國，並與匈奴公主夢雲（娜扎飾）展開一段跨越千年的前世情緣。為尋真相，房教授和助手邀請好友雷振（李晨飾）深入萬年冰川中找尋祭天聖地，欲揭開這段不為人知的傳奇故事。

## 演員
| 演員     | 角色           | 備註                           |
| 成龙     | 房教授／趙戰   | 考古专家／漢軍將領(趙戰)       |
| 张艺兴   | 王靖／華峻     | 房教授助手／漢軍將領(華峻)     |
| 古力娜扎 | 梦云公主       | 能文能武，武功蓋世及可行醫救人 |
| 李治廷   | 赫伯爾／呼毒那 | 薩滿專家／匈奴王子             |
| 李晨     | 雷振           |                                |
| 彭小苒   | 欣然           | 房教授助手之一                 |
| 郑业成   | 叶成           |                                |
| 窦骁     | 霍去病         |                                |
| 金巧巧   | 梦云母親       |                                |
| 賈冰     | 冰釣男子       |                                |
| 金喜善   | 神秘女人       | 簽書會讀者                     |

## 制作和宣传

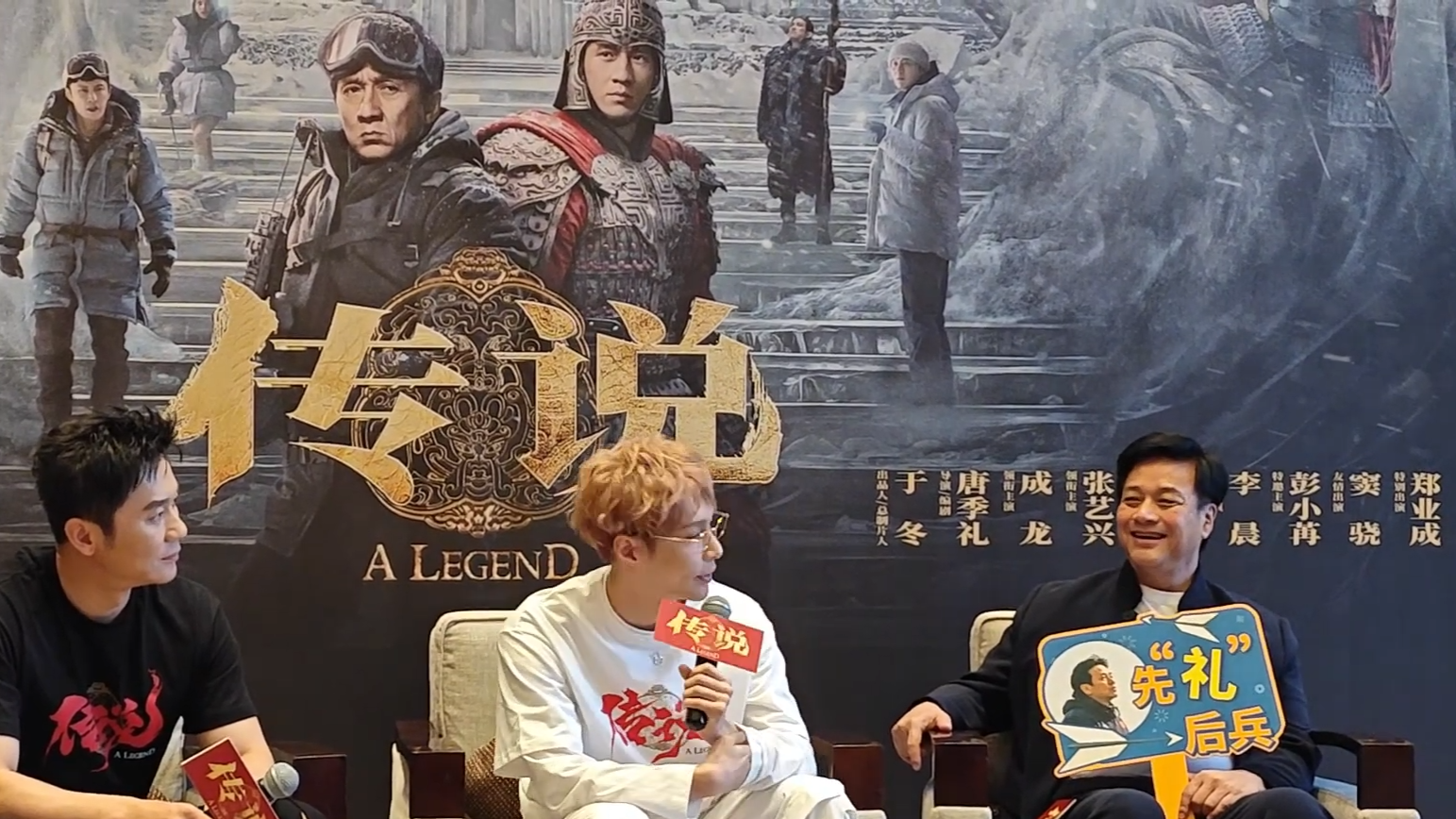
2024年7月4日，张艺兴现身成都分享电影《传说》幕后故事

- 2023年1月，本片在国家电影局备案登记[6]。2023年2月，本片首次曝光出主演在新疆伊犁哈萨克自治州昭苏县的拍摄图[7][8]。同年4月，本片主创人员亮相北京国际电影节，发布首张概念海报并宣布主演名单[9]。同年5月，本片进入戛纳电影节交易市场，透露影片预算达5千万美元[2]。7月28日，本片杀青。
- 本片千人千骑的场景动员了1090名牧民、6000余匹马参与拍摄。片中运用AI技术重现27岁的成龙形象[10]。
- 2024年7月4日，电影《传说》在成都路演，主创团队讲述电影拍摄过程中的幕后故事[11][12]。
- 2024年7月9日，官宣提档7月10日上映，成龙演唱的宣传曲《我们的传说》MV也同步曝光[13]。